# Aleš Veselý
Aleš Veselý (Čáslav, 3 de febrero de 1935-Praga, 14 de diciembre de 2015) fue un pintor, escultor y profesor de Bellas Artes de la República Checa.

## Biografía
Después de graduarse en la Academia de Praga entre 1952-1958 no regresó a su ciudad natal, permaneciendo en la capital. A finales de la década de 1950 fue uno de los protagonistas más importantes del "informalismo checo" - corriente en la línea del expresionismo abstracto, que, tras un largo período de estancamiento estalinista fue la primera manifestación dentro de las vanguardias del mundo del arte. Los rasgos característicos de la corriente aparece en la obra de Ales Vesely, contenidos espirituales y existenciales, siguiendo la tradición de arte checo desde el gótico hasta barroco y el surrealismo, el principio de los conjuntos, las transformaciones en el objeto material y la ausencia de color (negro dominante, color marrón y materias primas naturales), el uso de materiales inusuales (madera, textiles, asfalto, etc) que surgen deliberadamente como objetos destruidos y adquieren así el carácter de objetos mágicos, marcados por la pátina de tiempo. En el uso de materiales inusuales, tales como arena, madera, textiles, chatarra, etc. radica su propósito de expresar la "realidad verdadera", al modo del arte informal europeo.
En los años sesenta en la obra de Ales Vesely se refuerza el componente imaginativo y existencial. En 1965, su presidente usurpador fue galardonado con el Premio de los críticos de la Bienal de París. De 1967 a 1968 crea el monumento a Kadish para el Simposio de Ostrava, una de las esculturas más importantes de la escultura moderna checa. A principios de los años setenta, durante mucho tiempo se retiró de la vida pública, encontró refugio en Středoklukách, cerca de Praga, donde compró unos molinos abandonados y los transformó en su estudio. Alrededor de la casa instaló su exposición de esculturas al aire libre. En los años 70 y 80, se las arregló para instalar varias esculturas en espacios públicos en Alemania (Bochum, Hamm). En la década de 1980, en su obra comienzan a aparecer los mecanismos, en colaboración con las grandes masas y las fuerzas físicas (gravedad de la Tierra, resortes de tensión, etc.). Algunas esculturas son concebidos como intervenciones monumentales en el paisaje.
Después de años de olvido, en 1989 se produce el re-descubrimiento del artista. De 1990 a 2006 enseñó en la Academia de Bellas Artes de Praga, donde imparte clases de escultura monumental. Varias de sus esculturas están colocadas en lugares públicos de todo el mundo (Parque Olímpico de Seúl, Corea; Faret Tachikawa, Tokio; Terezin; Parkas Europos, Vilna; Wijk aan Zee, Países Bajos).

## Obras

### Esculturas en espacios públicos
Entre las mejores y más conocidas obras en espacios públicos de Aleš Veselý se incluyen las siguientes:
- 2001: Punto de ambivalencia, Europos Parkas en Vilna
- 1998-2001 Cámara de Luz, Europos Parkas, Vilna, hierro, acero y piedras, 777 × 430 × 430 cm
- Mensajero, 1999 Parque de Esculturas, Wijk aan Zee, cantos rodados y acero, 530 × 376 × 609 cm
- Memento, 1996, una estatua de 1968 en exposición permanentemente en Venray , acero inoxidable, h 450 cm
- 1995 Magen David , monumento judío en el Memorial Terezín, acero inoxidable, railes del ferrocarril , cantos rodados, h 560 cm
- 1994 Banco doble, Faret Tachikawa, Tokio, acero inoxidable, diorita, 240 × 240 × 70 cm
- Testimonio 1988, estatua de 1968 instalada de forma permanente en el Parque Olímpico de Seúl , acero inoxidable, h 280 cm
- 1980 Ten,1980, escultura de acero inoxidable soldado antes en la escuela Eduard Spranger, en Hamm, 12 m
- 1979 Informe de Hierro, Parque de la Ciudad, Bochum, conjunto de tres esculturas de hierro, I. 750 × 900 × 220 cm, II. 330 × 360 × 180 cm, III. 330 × 360 × 180 cm, III. 280 × 220 × 110 cm 280 × 220 × 110 cm
- 1973 Trompeta de Jericó, Nové Sedlo cercad de Karlovy Vary, acero inoxidable, 210 × 390 × 230 cm
- 1967-68 Kaddish,[2] (originalmente en Ostrava) desde el año 1971, la estatua conservada en el estudio del artista, de acero inoxidable soldado, h 710 cm
- 1963 Indeterminación del círculo y la línea, Embajada de Checoslovaquia en Roma, madera, hierro y acronex (en 1994 fue destruida, hecho en conocimiento de la Embajada Checa)

### Exposiciones (selección)
- 2011 Dibujos y pinturas , Galería Veteran Arena, Olomouc,[3]
- 2011 Trvání a strvání , Centro de Arte Contemporáneo DOX de Praga
- 2006: Egon Schiele Art Centrum , Český Krumlov
- 2000: Panorama Museum Bad Frankenhausen
- 1992: Aleš Veselý:  Punto Límite, salón de baile del Castillo de Praga, Praga
- 1990: Aleš Veselý , Nová síň, Praha, 4 de junio al 1 de julio de 1990

## Becas
- 1995 Beca de la Fundación Pollock-Krasner, Chicago, IL, EE. UU.
- 1993 Beca de Arte de residente en The Fabric Workshop, Filadelfia, PA, EE. UU.
- 1986 Beca del International Sculpture Center Fellowship, Washington D. C., EE. UU.

## Premios
- 1965 :Premio de la Crítica por su escultura El Presidente usurpador, 4 º Bienal de París.
- 1969: El Premio de Mathias Braun por la escultura Kadddish y la exposición en la ciudad, Liberec.
- 1994: Premio de Chicago, Fundación John David Mooney , Chicago.